# Christian Caillat
Christian Caillat (* 15. Februar 1974 in Marseille) ist ein französischer Handballtrainer und ehemaliger Handballspieler.

## Spielerlaufbahn
Der 2,02 Meter große und 93 Kilogramm schwere Rechtshänder spielte auf der Position Rückraum links.
Christian Caillat begann seine Karriere als Berufshandballspieler in Aix-en-Provence, spielte anschließend in Lille, Marseille, wieder in Lille und bis 1999 erneut in Aix-en-Provence. Von 1999 bis 2000 stand er bei Istres Sports Handball, 2000 beim Stralsunder HV und anschließend bis 2002 in Livry-Gargan unter Vertrag. Von 2002 bis 2003 spielte er beim Wilhelmshavener HV, von 2003 bis November 2004 bei TUSEM Essen und von November 2004 bis Mai 2005 bei der HSG Wetzlar. Von dort wechselte er im Mai 2005 zu den Rhein-Neckar Löwen.
Er spielte ab Dezember 2007 bei den Berliner Füchsen. Dieser Vertrag lief bis zum Saisonende 2008/09. Nach der Saison wechselte er zum HSC 2000 Coburg. Der Vertrag mit dem HSC Coburg wurde zum 1. Januar 2010 vorzeitig aufgelöst.

## Trainerlaufbahn
In der Saison 2014/15 trainierte er den deutschen Oberligisten TV Jahn Duderstadt. Von Juli 2015 bis Januar 2016 trainierte er den Zweitligisten SG 09 Kirchhof und von Januar bis Juli 2017 den Oberligisten HG Rosdorf-Grone. Anschließend übernahm er die 2. Mannschaft der Füchse Berlin. Zur Saison 2018/19 kehrte er zum TV Jahn Duderstadt zurück. Er trainierte den Handball-Oberligisten bis zum Ende der Spielzeit 2019/2020.

## Erfolge
- DHB-Pokal Finalteilnahme 2006, 2007